# OK Computer
OK Computer je třetí album skupiny Radiohead, které bylo vydáno v roce 1997.

## Seznam skladeb
1. "Airbag" - 4:44
2. "Paranoid Android" - 6:23
3. "Subterranean Homesick Alien" - 4:27
4. "Exit Music (For a Film)" - 4:24
5. "Let Down" - 4:59
6. "Karma Police" - 4:21
7. "Fitter Happier" - 1:57
8. "Electioneering" - 3:50
9. "Climbing up the Walls" - 4:45
10. "No Surprises" - 3:48
11. "Lucky" - 4:19
12. "The Tourist" - 5:24